# Enumclaw
Enumclaw (kiejtéseⓘ: iːnəmklɔː) az Amerikai Egyesült Államok északnyugati részén, Washington állam King megyéjében elhelyezkedő város. A 2010. évi népszámlálási adatok alapján 10 669 lakosa van.
Az Enumclaw-fennsík 75 ezer évvel ezelőtti vulkáni tevékenység (iszapár) hatására jött létre. A várost három oldalról farmok, a negyedik oldalról pedig védett erdő határolják.
Ugyan Enumclaw teljes egészében King megyében fekszik, egyes parkjai Pierce megyébe is átnyúlnak.

## Története
King megye egyik első fehér telepese az 1853-ban letelepedő Allen L. Porter volt. Az őslakosokkal való problémás kapcsolata miatt 1855-ben lakóházát felgyújtották. Porter figyelmeztette a Fort Steilacoom lakóit, majd távozott.
A mai Enumclaw első lakói Frank és Mary Stevenson voltak. A Northern Pacific Railroad szárnyvonalát 1855-re építették ki. Stevensonék szállót építettek, majd a telkeket üzleteknek értékesítették.
Az alapítókra utalva a települést először Stevensonville-nek nevezték, amit ők visszautasítottak. Egy helyi lakos az Enumclaw nevet javasolta, melyet egyedisége miatt mások is elfogadtak.
1885. január 11-én a Baldy-hegy kitört, azonban személyi és vagyoni kár sem keletkezett. Az 1880-as és 1890-es években a térségben komlót termesztettek, azonban a kártevők és a gazdasági válság miatt ezzel felhagytak.
Az 1890-es években a Northern Pacific vasútvonalát Palmer közelébe helyezték át. A Chicago, Milwaukee, St. Paul and Pacific Railroad egy vonala 1910-ben keresztezte Enumclaw-t.
Enumclaw 1913. február 1-jén kapott városi rangot. 1929-ben elkészült a Naches Pass Highway. Az 1950-es években a város lett az Enumclaw Insurance Group biztosító székhelye, és a cég a település legnagyobb foglalkoztatójává vált.
2005-ben a várostól nyolc kilométerre fekvő farmon Kenneth Pinyan mérnök egy lóval közösült, és az aktus közben szerzett sérüléseibe belehalt. Az eset miatt Washington államban betiltották a zoofíliát.

### Elnevezése
Az Enumclaw név egy salish kifejezésből ered, melynek jelentése „a gonosz lelkek otthona”. Az elnevezés az Enumclaw-hegyhez köthető; a monda egy testvérpárról (Enumclaw és Kapoonis) szól, akiket apjuk mennydörgéssé, illetve villámmá változik. Enumclaw városa szerint a név jelentése „mennydörgéshang”.

## Éghajlat
A város éghajlata mediterrán (a Köppen-skála szerint Csb).
| Hónap                         | Jan.  | Feb.  | Már.  | Ápr. | Máj. | Jún. | Júl. | Aug. | Szep. | Okt. | Nov.  | Dec.  | Év    |
| ----------------------------- | ----- | ----- | ----- | ---- | ---- | ---- | ---- | ---- | ----- | ---- | ----- | ----- | ----- |
| Rekord max. hőmérséklet (°C)  | 21,1  | 21,7  | 25,6  | 30,0 | 35,0 | 36,7 | 38,9 | 39,4 | 36,1  | 32,8 | 21,7  | 18,9  | 39,4  |
| Átlagos max. hőmérséklet (°C) | 8,3   | 10,0  | 12,2  | 15,0 | 18,3 | 21,1 | 24,4 | 25,0 | 22,2  | 15,6 | 10,6  | 7,2   | 15,9  |
| Átlagos min. hőmérséklet (°C) | 2,8   | 2,2   | 3,9   | 5,0  | 7,8  | 10,6 | 12,2 | 12,2 | 10,0  | 6,7  | 4,4   | 1,7   | 6,7   |
| Rekord min. hőmérséklet (°C)  | −19,4 | −17,2 | −12,2 | −3,9 | −1,7 | −0,6 | −3,3 | 2,2  | −1,7  | −5,6 | −16,7 | −18,0 | −19,4 |
| Átl. csapadékmennyiség (mm)   | 150   | 112   | 124   | 104  | 93   | 75   | 35   | 34   | 53    | 113  | 190   | 134   | 1217  |
| Forrás: The Weather Channel   |       |       |       |      |      |      |      |      |       |      |       |       |       |

## Népesség
A 2010-es népszámláláskor a városnak 10 669 lakója, 4420 háztartása és 2793 családja volt. A népsűrűség 796,2 fő/km2. A lakóegységek száma 4683, sűrűségük 349,5 db/km2. A lakosok 91,8%-a fehér, 0,5%-a afroamerikai, 1%-a indián, 0,9%-a ázsiai, 0,1%-a a Csendes-óceáni szigetekről származik, 2,9%-a egyéb, 2,7%-a pedig kettő vagy több etnikumú. A spanyol vagy latino származásúak aránya 6,6% (   )
A háztartások 32,9%-ában élt 18 évnél fiatalabb. 45,9% házas, 12,4% egyedülálló nő, 4,8% egyedülálló férfi, 36,8% pedig nem család. 30,8% egyedül élt; 14%-uk 65 éves vagy idősebb. Egy háztartásban átlagosan 2,39 személy élt; a családok átlagmérete 3 fő.
A medián életkor 38,9 év volt. A város lakóinak 24,5%-a 18 évesnél fiatalabb, 8,8% 18 és 24 év közötti, 24,8%-uk 25 és 44 év közötti, 26,9%-uk 45 és 64 év közötti, 14,9%-uk pedig 65 éves vagy idősebb. A lakosok 47,8%-a férfi, 52,2%-a pedig nő.

## Közigazgatás
Az önkormányzat a polgármester mellett hét képviselőből áll, akiket négy évre választanak.
Enumclaw Washington három városa közül az egyik, amely korlátozza a harci kutyák tartását.
Enumclaw-nak saját víz-, csatorna-, szennyvíz- és földgázszolgáltatója van.

## Oktatás

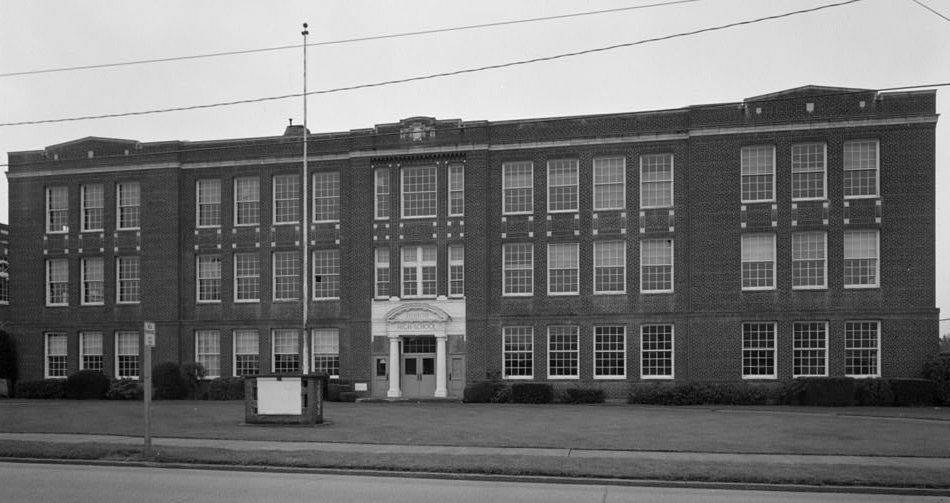
Az egykori gimnázium épülete 1921-ben

Az Enumclaw-i Tankerület a városban és annak környezetében is tart fenn intézményeket. Mike Nelson, a tankerület felügyelője 2018-ban elnyerte az Év Tanfelügyelője díjat.
A Green River Főiskola egyik kampusza a településen található.

## Egészségügy
A 2011-ben az Enumclaw-i Közösségi Kórház helyett megnyílt Szent Erzsébet Kórház a Catholic Health Initiatives szervezet része. Az intézmény 2011-ben szerepelt a 25, az információs technológiákat leginkább kiaknázó, kis méretű vagy kistelepüléseken elhelyezkedő kórház listáján.

## Média
A városban adják ki a The Courier-Herald újságot, valamint a Green River Főiskolán van a KGRG-AM rádióadó székhelye.

## Nevezetes személyek
- Brian Scalabrine, kosárlabdázó[34]
- Jeff Hougland, harcművész[35]
- Kasey Kahne, autóversenyző[36]
- Richard Kovacevich, a Wells Fargo egykori vezérigazgatója[37]
- Swen Nater, kosárlabdázó[38]
- Tony Tost, költő és forgatókönyvíró[39]

## Fordítás
- Ez a szócikk részben vagy egészben  az   Enumclaw, Washington című angol Wikipédia-szócikk ezen változatának fordításán alapul.  Az eredeti cikk szerkesztőit annak laptörténete sorolja fel. Ez a jelzés csupán a megfogalmazás eredetét és a szerzői jogokat jelzi, nem szolgál a cikkben szereplő információk forrásmegjelöléseként.